# نظرية روجر سبيري

## تجارب روجر سبيري المنقسمة على الدماغ
في الخمسينيات والستينيات، أجرى روجر سبيري تجارب على القطط والقرود والبشر لدراسة الاختلافات الوظيفية بين نصفي الدماغ في الولايات المتحدة. للقيام بذلك، درس الجسم الثفني ، وهو عبارة عن حزمة كبيرة من الخلايا العصبية التي تربط بين نصفي الدماغ. قطع سبيري الجسم الثفني في القطط والقرود لدراسة وظيفة كل جانب من الدماغ. وجد أنه إذا لم يكونا نصفي الدماغ متصلين، فإنهما يعملان بشكل مستقل عن بعضهما البعض، والذي يسميه الدماغ المنفصل. مكن العقل المنفصل الحيوانات من حفظ ضعف المعلومات. في وقت لاحق، اختبر سبيري نفس الفكرة لدى البشر مع الجسم الثفني كعلاج للصرع، وهو اضطراب نوبات الصرع. وجد أن نصفي الدماغ في أدمغة الإنسان لها وظائف مختلفة. نصف الكرة الأيسر يفسر اللغة ولكن ليس اليمين. شارك سبيري جائزة نوبل في علم وظائف الأعضاء أو الطب في عام 1981 لأبحاثه المنفصلة عن الدماغ

### دراسة سبيري الأولى
درس سبيري أيضًا جوانب أخرى من وظائف الدماغ واتصالاته في الثدييات والبشر، ما وراء العقول المنقسمة، في أربعينيات وخمسينيات القرن العشرين. في عام 1963 ، طور فرضية الانجذاب الكيميائي، التي اعتبرت أن المحاور، وهي عملية طويلة تشبه الألياف في خلايا الدماغ، متصلة بأعضائها المستهدفة بعلامات كيميائية خاصة. أوضح هذا كيف يمكن أن تتطور الأجهزة العصبية المعقدة من مجموعة من الأعصاب الفردية. ثم درس سبيري أنماط الدماغ في الضفادع والقطط والقرود والمتطوعين من البشر. أجرى سبيري الكثير من أبحاثه حول الدماغ المقسم في معهد كاليفورنيا للتكنولوجيا، أو كالتيك، في باسادينا، كاليفورنيا، حيث انتقل في عام 1954.

### بداية التجربة على القطط والقرود والبشر
بدأ سبيري بحثه عن انقسام الدماغ في أواخر الخمسينات لتحديد وظيفة الجسم الثفني . وأشار إلى أن البشر الذين يعانون من قطع الجسم الثفني لم يظهروا أي اختلاف كبير في الوظيفة عن البشر الذين يعانون من الجسم الثفني السليم، على الرغم من أن نصفي المخ لا يمكنهم الاتصال بسبب قطع الجسم الثفني . افترض سبيري أنه يجب أن تكون هناك عواقب كبيرة من قطع بنية الدماغ، حيث أن الجسم الثفني يربط بين نصفي الدماغ، وكان كبيرًا، ويجب أن يكون له وظيفة مهمة. بدأ سبيري في تصميم التجارب لتوثيق آثار الجسم الثفني المقطوع. في ذلك الوقت، كان يعلم أن كل نصف الكرة الدماغية مسؤول عن الحركة والرؤية على الجانب الآخر من الجسم، لذلك فإن نصف الكرة الأيمن مسؤول عن العين اليسرى والعكس صحيح. لذلك، صمم سبيري تجارب يمكنه من خلالها مراقبة ما رآه كل عين بعناية، وبالتالي ما هي المعلومات التي ستذهب إلى نصف الكرة الدماغية.
جرب سبيري القطط والقرود والبشر . بدأت تجاربه مع القطط المنقسمة الدماغ. أغلق أحد أعينهم وقدم لهم كتلتين مختلفتين، إحداها تحتوي على طعام تحتها. بعد ذلك، قام بتحويل رقعة العين إلى العين الأخرى للقط ووضع الطعام تحت الكتلة الأخرى. حفظت القطة تلك الأحداث بشكل منفصل ولم تستطع التمييز بين الكتل بعيون مفتوحة. بعد ذلك، أجرى سبيري تجربة مماثلة في القرود، لكنه جعلها تستخدم كلتا العينين في نفس الوقت، وهو أمر ممكن بسبب أجهزة العرض الخاصة ومرشحات الضوء. يحفظ القرود المنقسمة الدماغ سيناريوهين متنافيين في نفس الوقت يحفظ القرد العادي أحدهما. خلص سبيري إلى أنه مع الجسم الثفني المقطوع، لا يمكن لنصفي الكرة الدماغية الاتصال ويعمل كل منهما بمثابة الدماغ الوحيد.
انتقل سبيري إلى المتطوعين من البشر الذين يعانون من قطع الجسم الثفني . لقد أظهر كلمة لأحد العيون ووجد أن الأشخاص ذوي الدماغ المقسم لا يمكنهم تذكر الكلمة التي يرونها إلا بالعين اليمنى. بعد ذلك، أظهر سبيري للمشاركين شيئين مختلفين، أحدهما لعينهما اليسرى فقط والآخر بالعين اليمنى فقط، ثم طلب منهما رسم ما شاهدوه. رسم جميع المشاركين ما شاهدوه بعينهم اليسرى ووصفوا ما شاهدوه بعينهم اليمنى. وخلص سبيري إلى أن النصف الأيسر من الدماغ يمكنه التعرف على الكلام وتحليله، بينما لا يستطيع النصف الأيمن من الدماغ.
في الستينيات من القرن الماضي، عندما أجرى سبيري أبحاثه حول الدماغ المنقسمة على البشر، كان العديد من العلماء يدرسون التخصيص الجانبي للدماغ، وهي فكرة أن نصف الكرة الدماغية أفضل في أداء بعض الوظائف من النصف الآخر من نصف الكرة الأرضية. ومع ذلك، لم يعرف الباحثون المهام التي كان كل جانب من الدماغ مسؤولاً عنها، أو ما إذا كان كل نصف الكرة الغربي يعمل بشكل مستقل عن الآخر.
يصف سبيري بحثه في القطط في مقال «التنظيم السلوكي والسلوك» المنشور عام 1961. لاختبار كيفية تأثير قطع الجسم الثفني على الثدييات، قطع سبيري الجسم الثفني للقطط المتعددة وجعلهم يقومون ببعض المهام التي تنطوي على رؤيتهم واستجابة لتحفيز بصري. بعد قطع الجسم الثفني لكل قطط قام بتغطية إحدى عيني القطة لمراقبة العين التي يمكن للقط رؤيتها. يمكن لـ سبيري تبديل رقعة العين من عين إلى أخرى، اعتمادًا على المجال البصري الذي أراد أن تستخدمه القطة. بعد ذلك، أظهر سبيري للقطط كتلتين خشبيتين بتصميمات مختلفة وصليب ودائرة. وضع سبيري الطعام للقط تحت إحدى الكتل. علم القطط أنه عندما رأوا الكتل بعين واحدة، على سبيل المثال، العين اليمنى، كان الطعام تحت الكتلة الدائرية، ولكن عندما رأوها بالعين اليسرى، كان الطعام تحت الكتلة بصليب. علّم سبيري القطط للتمييز بين هذين الجسمين بمخالبهم، ودفع الكتلة الخشبية الصحيحة بعيدًا للحصول على الطعام.
عندما أزال سبيري رقعة العين وتمكن القطط من الرؤية بكلتا العينين، أجرى نفس التجربة. عندما تمكنت القطط من استخدام كلتا العينين، ترددت، ثم اختارت كلتا الكتل بالتساوي تقريبًا. تتصل العين اليمنى بنصف الكرة الأيسر والعين اليسرى تتصل بنصف الكرة الأيمن. اشتبه سبيري أنه منذ قطع الجسم الثفنيفي تلك القطط، لا يمكن لنصفي الكرة الأرضية الاتصال. إذا كان نصفي الكرة الأرضية غير قادرين على الاتصال وذهبت المعلومات من عين واحدة فقط إلى نصف الكرة الدماغية، فإن نصف الكرة الدماغية فقط سيتذكر أي كتلة تحتوي عادةً على طعام تحته. من ذلك، خلص سبيري إلى أن القطط تذكرت سيناريوهين مختلفين مع نصفي الكرة الأرضية المختلفين. كان يشك في أن القطط لديها عقلان مختلفان من الناحية الفنية، حيث لا يمكن لنصف الكرة الأرضية أن يتفاعل ويتصرف كما لو كان الآخر غير موجود.

#### التجربة على القرود
أجرى سبيري تجربة مماثلة مع القرود، حيث قام أيضًا بقص الجسم الثفني. أراد اختبار ما إذا كان كلا نصفي الكرة الدماغية يمكن أن يعملوا في نفس الوقت، على الرغم من عدم اتصالهما. يتطلب ذلك فصل الحقول البصرية، أو التأكد من أن العين اليمنى ترى دائرة، بينما ترى العين اليسرى صليبًا، كما هو الحال في تجربة القطط، ولكن بدون رقعة العين وسترى كلتا العينين شيئًا في نفس الوقت بدلاً من التبادل بين العيون المفتوحة. حل سبيري ذلك باستخدام جهازي عرض تم وضعهما جنبًا إلى جنب بزاوية وأظهرت صورًا حصرية متبادلة. على سبيل المثال، أظهر جهاز العرض على اليمين دائرة على اليسار وصليبًا على اليمين، في حين أظهر جهاز العرض على اليسار صليبًا على اليسار ودائرة على اليمين. وضع سبيري مرشحات ضوئية خاصة أمام كل عين من عيون القرود. قامت مرشحات الضوء بذلك حتى ترى كل عين الصور من جهاز عرض واحد فقط. وهذا يعني أن إحدى العينين رأيت الدائرة على اليمين والصليب على اليسار، بينما شاهدت العين الأخرى الصليب على اليمين والدائرة على اليسار. من تجاربه مع القطط، عرف سبيري أنه لم يكن هناك تبادل للمعلومات من نصفي الكرة الأيمن والأيسر، لذلك جعل القرود تتذكر سيناريوهين مختلفين في نفس الوقت.
شاهدت العين اليسرى سيناريو حيث سيتم تشتيت الطعام عندما ضغط القرد على الزر المقابل للصليب، بينما شاهدت العين اليمنى سيناريو حيث سيتم تشتيت الطعام عندما ضغط القرد على زر مقابل دائرة. في النهاية، كان نفس الزر، لكن العينين رأته بشكل مختلف بسبب جهازين للعرض ومرشحات ضوئية خاصة. وخلص سبيري إلى أن كلا نصفي المخ كانا يتعلمان مشكلتين مختلفتين وعكسيتين في نفس الوقت. وأشار إلى أن القرود المنقسمة الدماغ تعلمت مشكلتين في الوقت الذي يستغرقه قرد عادي لتعلم واحد، وهو ما دعم الافتراض بأن نصفي الكرة الأرضية لا يتواصلان وأن كل واحد كان يعمل بمثابة الدماغ الوحيد. يبدو أن ذلك من فوائد قطع الجسم الثفنيوتساءل سبيري عما إذا كانت هناك عيوب في الإجراء.

### المجموعة التالية من تجارب سبيري على البشر
أجرى سبيري المجموعة التالية من التجارب على المتطوعين من البشر، الذين لديهم الجسم الثفنيتم قطعه سابقًا بسبب عوامل خارجية، مثل الصرع. طلب سبيري من المتطوعين إجراء اختبارات متعددة. من تجاربه السابقة مع القطط والقرود، عرف سبيري أن نصف الدماغ، والعكس الآخر، من الدماغ سيحلل فقط المعلومات من عين واحدة ولن يتمكن نصفي الكرة الدماغية من التواصل مع بعضهم البعض بما رأوه. طلب من المشاركين أن ينظروا إلى شاشة بيضاء مع نقطة سوداء في المنتصف. كانت النقطة السوداء نقطة التقسيم لمجالات الرؤية بالنسبة للشخص، لذلك قام نصف الكرة الأيمن من الدماغ بتحليل كل شيء إلى يسار النقطة وقام نصف الكرة الأيسر من الدماغ بتحليل كل ما ظهر على يمين النقطة. بعد ذلك، أظهر سبيري للمشاركين كلمة على جانب واحد من النقطة السوداء لمدة تقل عن ثانية وطلب منهم إخباره بما رأوه. عندما رأى المشاركون الكلمة بأعينهم اليمنى، حللها نصف المخ الأيسر وتمكنوا من قول ما رأوه. ومع ذلك، إذا رأى المشاركون الكلمة بأعينهم اليسرى، تمت معالجتها عن طريق النصف الأيمن، فلن يتمكنوا من تذكر ما هي الكلمة. وخلص سبيري إلى أن نصف الكرة الأيسر يمكن أن يتعرف على اللغة ويفصح عنها، بينما لا يستطيع الشخص الأيمن التعرف عليها، حيث قام سبيري بإجراء المجموعة التالية من التجارب على المتطوعين من البشر، الجسم الثفنيتم قطعه سابقًا بسبب عوامل خارجية، مثل الصرع. طلب سبيري من المتطوعين إجراء اختبارات متعددة. من تجاربه السابقة مع القطط والقرود، عرف سبيري أن نصف الدماغ، والعكس الآخر، من الدماغ سيحلل فقط المعلومات من عين واحدة ولن يتمكن نصفي الكرة الأرضية من التواصل مع بعضهم البعض بما رأوه. طلب من المشاركين أن ينظروا إلى شاشة بيضاء مع نقطة سوداء في المنتصف. كانت النقطة السوداء نقطة التقسيم لمجالات الرؤية بالنسبة للشخص، لذلك قام نصف الكرة الأيمن من الدماغ بتحليل كل شيء إلى يسار النقطة وقام نصف الكرة الأيسر من الدماغ بتحليل كل ما ظهر على يمين النقطة. بعد ذلك، أظهر سبيري للمشاركين كلمة على جانب واحد من النقطة السوداء لمدة تقل عن ثانية وطلب منهم إخباره بما رأوه. عندما رأى المشاركون الكلمة بأعينهم اليمنى، حللها نصف المخ الأيسر وتمكنوا من قول ما رأوه. ومع ذلك، إذا رأى المشاركون الكلمة بأعينهم اليسرى، تمت معالجتها عن طريق النصف الأيمن، فلن يتمكنوا من تذكر ما هي الكلمة. وخلص سبيري إلى أن نصف الكرة الأيسر يمكنه التعرف على اللغة والتعبير عنها، بينما لا يستطيع النصف الأيمن ذلك.
ثم اختبر سبيري وظيفة نصف الكرة الأيمن. سأل المشاركين في نفس التجربة التي لا تستطيع تذكر الكلمة لأنها كانت في المجال البصري الأيسر لإغلاق أعينهم ورسم الكائن بيدهم اليسرى، التي يتم تشغيلها من النصف الأيمن من الكرة الدماغية، حيث قدم الكلمة. يمكن لمعظم الناس رسم صورة الكلمة التي يرونها والتعرف عليها. لاحظ سبيري أيضًا أنه إذا عرض الكلمة على نفس المجال البصري مرتين، فسيعرفها الشخص على أنها كلمة يرونها، ولكن إذا أظهرها في الحقول البصرية المختلفة، فلن يعرف المشاركون أنهم رأوا الكلمة قبل. وخلص سبيري إلى أن نصف الكرة الأيسر مسؤول ليس فقط عن توضيح اللغة، ولكن أيضًا عن فهمها وتذكرها ، بينما يمكن لنصف الكرة الأيمن فقط التعرف على الكلمات ، لكنها لم تكن قادرة على التعبير عنها. وقد دعم ذلك الفكرة المعروفة سابقًا بأن مركز اللغة كان في نصف الكرة الأيسر.
أجرى سبيري تجربة أخرى مماثلة في البشر لمزيد من دراسة قدرة نصف الكرة الأيمن على التعرف على الكلمات. خلال تلك التجربة ، طلب سبيري من المتطوعين وضع يدهم اليسرى في صندوق بأدوات مختلفة لا يمكنهم رؤيتها. بعد ذلك ، رأى المشاركون كلمة تصف أحد الأشياء الموجودة في المربع في مجال رؤيتهم اليسرى فقط. أشار سبيري إلى أن معظم المشاركين ثم التقطوا الشيء المطلوب من الصندوق دون رؤيته ، ولكن إذا طلب سبيري منهم اسم الكائن ، فلن يستطيعوا قول ذلك ولم يعرفوا لماذا كانوا يحملون هذا الشيء. أدى ذلك إلى استنتاج سبيري أن النصف الأيمن من الكرة لديه بعض القدرة على التعرف على اللغة ، ولكن لا يوجد النطق المنطوق ، مما يعني أن النصف الأيمن يمكن أن يتعرف على كلمة أو يقرأها ، لكنه لا يستطيع نطق هذه الكلمة ، لذلك لن يتمكن الشخص من قول أو معرفة ما كان عليه.

### السلسلة الأخيرة من التجارب
في سلسلته الأخيرة من التجارب على البشر ، أظهر سبيري جسمًا واحدًا للعين اليمنى للمشاركين وجسمًا آخر لعينهم اليسرى. طلب سبيري من المتطوعين رسم ما رأوه بيدهم اليسرى فقط بعيون مغلقة. قام جميع المشاركين برسم الجسم الذي رأوه بأعينهم اليسرى ، والتي يتحكم فيها النصف الأيمن من الكرة الأرضية ، ووصفوا الشيء الذي رأوه بالعين اليمنى ، والذي يتحكم فيه النصف الأيسر من الكرة الاخرى . وهذا يدعم فرضية سبيري بأن نصفي المخ يعملان بشكل منفصل كدماغين مختلفين ولا يعترفان بوجود نصف الكرة الأرضية الآخر ، لأن وصف الكائن لا يتطابق مع الرسم. وخلص سبيري إلى أنه على الرغم من عدم وجود علامات واضحة على الإعاقة في الأشخاص الذين يعانون من قطع الجسم الثفني لم يتواصل نصفي الكرة الدماغية، لذا فقد أضر بوظائف الدماغ الكاملة.

### جائزة نوبل[4]
حصل سبيري على جائزة نوبل في الفسيولوجيا أو الطب لعام 1981 عن أبحاثه حول الدماغ المقسم. اكتشف سبيري أن نصف الكرة الأيسر من الدماغ مسؤول عن فهم اللغة والتعبير عنها ، في حين أن النصف الأيمن من الكرة الدماغية يمكن أن يتعرف على كلمة ، لكنه لا يستطيع التعبير عنها. كرر العديد من الباحثين تجارب لدراسة انقسام الدماغ والانقسام الجانبي للوظيفة.

## اسئلة الاختبار
قام بعض العلماء بأبتكار اسئلة متوقفة على عدة اختيارات ليعرف الشخص اى جزء من ذهنه يعمل أكثر
وهي اسئلة أختيار من متعدد
ولها ثلاثة اختيارات، احداهما للنصف الأيمن والاخر للنصف الايسر والثالث للنصفين معا، أو التوسط بينهم.
وفي نهاية الاختبار يتم جمع النقاط
وقد لوحظ ان لا يعمل احدجى النصفين فقط دون الآخر
ولكن الفرق بين هو ان إحدى النصفين يعمل أكثر من الآخر، ربما الاختلاف كبير فيكون إحدى النصفين مسيطر، أو الاختلاف طفيف فيكون النصفان متوازنان.
وهذا المقياس لا علاقه له بالذكاء ولكنه فقط يمثل نسبة النشاط بين النصفين وليست قيمة النشاط.

### وظائف الجانب الأيمن
- عاطفي
- روحاني
- بصري
- تفكيري

### وظائف الجانب الأيسر
- تحليلي
- لغوى
- شفهي
- منطقي